# سیبسو (بوتان)
سیبسو (به لاتین: Sibsu) یک منطقهٔ مسکونی در بوتان (کشور) است که در استان سامتس واقع شده‌است.